# Bayh-Dole Act
Il Bayh-Dole Act (noto ufficialmente sotto il nome di The Patent and Trademark Law Amendments Act) è un atto normativo degli Stati Uniti d'America regolamentato 35 U.S.C. § 200-212 riguardante la proprietà intellettuale derivante dai finanziamenti del governo per la ricerca. Prende il nome dai due senatori che la co-sponsorizzarono, il democratico Birch Bayh (1928–2019) e il repubblicano Bob Dole. Il 12 dicembre 1980 divenne legge con la firma del presidente Jimmy Carter.

## Obiettivo
Il Bayh-Dole Act consente il trasferimento del controllo esclusivo del governo di molte invenzioni finanziate alle università e alle imprese che operano con contratti federali ai fini di un ulteriore sviluppo e della commercializzazione. Le università e le imprese contraenti sono quindi autorizzate a concedere in licenza esclusiva le invenzioni ad altri soggetti. Il governo federale, tuttavia, conserva la "March-in rights" di licenza per l'invenzione a terzi, senza il consenso del titolare del brevetto o licenziatario originale.
Un ulteriore obiettivo deriva dalla necessità di fare in modo che la politica brevettuale per le università (e per le piccole imprese) riguardo ai risultati della ricerca finanziata dalle diverse agenzie pubbliche di sostegno (NIH, NASA, NSF, ecc.), venisse uniformata. In precedenza, infatti, queste si comportavano in modo differenziato: alcune agenzie trattenevano i diritti di proprietà intellettuale, mentre altre li cedevano alle università. Questa ambiguità nell'operare generava una forte incertezza riguardo alle prospettive di utilizzo economico delle invenzioni.
Il Bayh-Dole ha semplificato la gran quantità di linee guida e leggi controverse che controllavano la proprietà di qualsiasi scoperta che avesse ricevuto finanziamenti dal governo degli Stati Uniti, a favore dell'idea che le università e altri istituti di ricerca dovessero essere in grado di controllare brevetti risultanti dal loro lavoro.

## Storia
Dopo la seconda guerra mondiale, il governo, sotto il presidente Harry S. Truman, ha iniziato spendendo una grande quantità di denaro per sostenere la ricerca pubblica per lo sviluppo militare, ma senza avere una politica unificata riguardante i brevetti. A un certo punto, coloro che erano interessati alle proprietà intellettuali del governo, si sono trovati a dover trattare con 26 diverse politiche dell'agenzia.
Questo comportò che prima di adottare le leggi sui diritti di proprietà intellettuale, il governo statunitense aveva accumulato 28 000 brevetti, di cui venivano utilizzati meno del 5% su una licenza commerciale.
I primi passi del governo verso l'unificazione sono cominciati nel 1963 con Jerome Wiesner, consigliere scientifico del presidente John F. Kennedy, e culminato nel 1971 sotto la presidenza di Richard Nixon.
Nel 1980 viene emanato il "Bayh-Dole Act", con l'intenzione iniziale di promuovere la ricerca sul cancro e altre malattie fornendo alle istituzioni e ai ricercatori un incentivo commerciale (anche se gran parte del loro lavoro fu finanziato pubblicamente). 
A partire dall’introduzione del Bayh-Dole Act, il numero di brevetti concessi a università statunitensi è esploso e la quota di brevetti assegnati a tali organizzazioni sul totale dei brevetti assegnati a istituzioni e imprese statunitensi è passata dallo 0,3% nel 1963 a circa il 5% nel 1999. Inoltre, laddove solo 65 istituzioni accademiche detenevano brevetti nel 1965, il numero di atenei statunitensi coinvolti in attività di brevettazione è cresciuto a 150 nel 1991 e a 400 nel 1997. Sono stati emessi solo nel periodo tra il 1993 e il 2000, circa 20 000 brevetti dalle università degli Stati Uniti. Ogni università, da allora, ha ottenuto alcuni importanti ricavi dalle licenze. Inoltre, sono state istituite circa 3 000 nuove imprese (start-up).
Questa legge ha permesso alle università americane, e in generale a tutte le organizzazioni no-profit di beneficiare di fondi pubblici nella loro ricerca, di brevettare le loro scoperte e invenzioni. In cambio, il governo federale riceve una tassa di licenza irrevocabile, non trasferibile, mentre il titolare del brevetto deve incoraggiare le aziende americane.
Lo stesso anno, la Corte Suprema aveva infatti autorizzato in Diamond v. Chakrabarty, pronunciarsi sulla brevettazione di un organismo geneticamente modificato.
Consentendo a queste istituzioni di brevettare le loro scoperte, la legge doveva incoraggiare il "trasferimento tecnologico", vale a dire la ricerca e sviluppo e l'applicazione commerciale delle scoperte da parte del pubblico. È stato poi affermato che una piccolissima frazione dei brevetti depositati dal governo federale ha dato luogo a un'applicazione commerciale. Abbiamo invocato l'esempio di accordi istituzionali brevetti conclusi da alcune università per sviluppare questa legislazione.

## Disposizioni
Alcune delle disposizioni chiave della legge sono le seguenti:
- A meno che l'agenzia federale, nel momento in cui viene fornito il finanziamento, non informi l'università che manterrà il titolo delle invenzioni derivate dai progetti finanziati, o causa di "circostanze eccezionali" identificabili in modo specifico o di altre condizioni specificate, l'università ha il diritto di mantenere la proprietà di tutte le invenzioni create a seguito del finanziamento.
- L'università deve comunicare all'agenzia federale competente qualsiasi invenzione creata con l'uso di fondi federali entro 2 mesi dalla data in cui l'inventore rivela l'invenzione per iscritto all'università.
- Qualora l'università volesse conservare il titolo, deve notificarlo all'agenzia entro 2 anni dalla data di divulgazione. Quando la pubblicazione, la vendita o l'uso pubblico ha avviato il periodo legale di 1 anno in cui è possibile ottenere una protezione brevettuale valida negli Stati Uniti, l'agenzia può abbreviare il periodo di elezione a non più di 60 giorni prima della fine del periodo legale.
- L'università deve fornire al governo degli Stati Uniti una licenza non trasferibile, irrevocabile, pagata, non esclusiva per utilizzare l'invenzione.
- L'università deve tentare di sviluppare l'invenzione. In caso contrario, il governo si riserva il diritto di assumere il controllo dell'invenzione. Il governo può anche prendere il controllo dell'invenzione per altri motivi, come la necessità di alleviare problemi di salute o sicurezza. Questa disposizione è indicata nella legge come i diritti di "march-in" del governo.
- Nel concedere le licenze per utilizzare l'invenzione, l'università in genere deve privilegiare le piccole imprese.
- Nel concedere una licenza esclusiva, l'università deve assicurarsi che l'invenzione sarà "fabbricata sostanzialmente" negli Stati Uniti.
- L'università deve condividere una parte delle royalties con l'inventore.[10]

## Critiche
Per molto tempo il Bayh-Dole Act è stato considerato un grande successo. Nel 2002, The Economist lo definisce "probabilmente il pezzo di legislazione a essere emanata in America più ispirante nell'ultimo mezzo secolo".
Alcuni critici però credono che il successo attribuito del Bayh-Dole sia illusorio. Si pensa infatti che nel formulare gli scritti sull'argomento si abbia avuto la tendenza a connettere i benefici di questo provvedimento a fenomeni che in realtà sarebbero derivati autonomamente dalle dinamiche del progresso scientifico. Sembrerebbe quindi che ciò che la riforma introdotta con il Bayh-Dole Act ha davvero prodotto non è stato altro che l'accelerazione di un fenomeno che si sarebbe verificato a ogni modo, ma più lentamente.
Questa legge è stata criticata dai sostenitori del libero accesso alla conoscenza, per aver indebitamente limitato l'accesso a determinate conoscenze accademiche appartenenti al campo della ricerca di base. Accusando così il rischio di inficiare l'obbiettivo comune dello sviluppo, rendendo difficile e costoso l'accesso alle informazioni.
Conseguenza di questa legge è stata la notevole riduzione di ricerche indipendenti a favore delle ricerche richieste dall'industria.

Ulteriore critica apportata è quella secondo la quale questa legge abbia favorito la creazione di un meccanismo di produzione della cultura in cui il profitto supera l'indagine più puramente scientifica, ovvero una situazione in cui, sebbene i ricercatori posseggano motivazioni pulite, questo potrebbe non valere anche per le istituzioni per le quali essi lavorano, che avrebbero invece interesse nel mantenere il controllo sulla ricerca per fini lucrativi futuri.
«Le università di oggi funzionano più come i laboratori di ricerca aziendale. [...] Nel tentativo di alimentare l'economia dell'innovazione, abbiamo trasformato le università americane in concorrenti commerciali spietati, proteggendo con zelo le stesse innovazioni che desideriamo così disperatamente dietro una rete intricata di brevetti e licenze di diritti d'autore. [...] Il tipo di sperimentazione di base che porta a una maggiore comprensione di come funziona il mondo è stato in gran parte accantonato a favore di progetti considerati con un potenziale di mercato più immediato».

## Risposta delle altre nazioni
Il successo apparente generatosi come conseguenza dell'attuazione delle innovazioni legislative statunitensi ha invogliato molti governi europei a intervenire in modo analogo sulla propria legislazione in materia di proprietà intellettuale, in particolar modo in merito alle norme che coinvolgono direttamente gli atenei.
Tra i primi il governo britannico che nel 1985 aboliva la riserva dell'organizzazione governativa British Technology Group sulle invenzioni di provenienza accademica e cedeva alle università sia il diritto di brevettare a proprio nome le invenzioni dei propri scienziati sia di commercializzarle anche per via di licenza esclusiva.
Tra il 2000 e il 2002, Germania, Austria e Danimarca si avviavano all'abrogazione del cosiddetto privilegio accademico, norma tedesca introdotta nella seconda metà dell’800 e finalizzata a marcare la distinzione tra docenti universitari e altri lavoratori dipendenti, in quanto a essi (e non all’università) spettavano i diritti di proprietà intellettuale sui risultati della ricerche da loro condotte e soprattutto perché a essi erano a carico gli eccessivi costi amministrativi che il singolo docente deve affrontare quando decide di cercare da sé la protezione del brevetto, costi aggravati ulteriormente da quelli previsti per la commercializzazione del brevetto stesso. 
Durante il periodo in cui anche altri stati europei erano in opera per eliminare il cosiddetto privilegio accademico, il legislatore italiano dava il via libera a nuove norme in materia di tasse brevettuali. 
Infatti nel 2001, in Italia, veniva inserito nella legge finanziaria un articolo che attribuiva la titolarità delle invenzioni sui risultati della ricerca accademica ai ricercatori stessi, sottraendola agli atenei. A essi restava comunque un diritto di priorità in caso di cessione dei diritti in questione.

## Rettifiche
Poiché le rivendicazioni proprietarie si sono moltiplicate nella ricerca biomedica, i costi che tali dichiarazioni impongono di Ricerca & Sviluppo sono diventati più salienti. Allo stesso tempo, i brevetti sulla ricerca biomedica, chiaramente, offrono importanti benefici sociali sotto forma di motivatore per gli investimenti privati in invenzione e nello sviluppo del prodotto. Con queste motivazioni di base fu steso il Bayh-Dole Reform and the Progress of Biomedicine da parte del professor Arti K. Rai, della Duke University School of Law, e della professoressa Rebecca S. Eisenberg, della University of Michigan Law School.
Il Bayh-Dole Act è stato modificato nel §200 del capitolo XXXV dell'United States Code "testo di legge":, si concentra sui brevetti, e il §401 del capitolo XXXVII, del codice dei regolamenti federali.
Il 14 maggio 2018 sono entrate in vigore diverse e importanti modifiche ai regolamenti del Bayh-Dole Act:
1. È stato eliminato il limite di 60 giorni entro il quale il governo può chiedere la proprietà di un'invenzione per cui il contraente non fornisce un'adeguata divulgazione o elezione. Ora il governo ha un periodo di tempo illimitato entro il quale far valere la proprietà di un'invenzione a seguito della scoperta dell'inadempienza del contraente.
2. Il contraente è obbligato a chiedere ai suoi dipendenti di assegnare diritti di un'invenzione soggetta al contraente.
3. Le decisioni di sospensione dell'accusa di brevetto devono essere comunicate al governo entro 60 giorni prima della scadenza prevista dalla legge, rispetto al precedente preavviso di 30 giorni.
4. Il termine per la notifica di convertire una domanda di brevetto provvisorio in una domanda di brevetto non provvisorio è di 10 mesi, al fine di dare al governo un preavviso di 60 giorni prima della scadenza della domanda.[17]